# Aerojet
Aerojet (рус. «Аэроджет») — американская компания,  один из основных производителей ракетных двигателей и  ускорителей ракет-носителей, созданная в 1936 году и слившаяся с компанией Rocketdyne в 2013 году.
Располагалась в Сакраменто (Калифорния) и имеет филиалы в Редмонде (Вашингтон), Ориндже (Виргиния), Гейнсвилле (Виргиния) и Камдене (Арканзас). 
Долгое время была филиалом химического концерна General Tire and Rubber Company (что было отражено в названии — Aerojet-General Corporation). Преемник компании, компания Aerojet Rocketdyne входит в состав L3Harris Technologies.

## История
Основана в 1936 году. 
В 60-х являлась подрядчиком по тестированию двигателя первоначального (твердотопливного) варианта лунной РН Сатурн-5.
В 2013 году произошло слияние компании с Rocketdyne, в результате  объединённая компания стала именоваться Aerojet Rocketdyne. Целью слияния называлось сокращение ежегодных правительственных издержек.
Среди компонент действующих ракет-носителей наиболее известны ТТРД боковых ускорителей ракет семейства «Атлас». 
«Аэроджет» — одна из трёх компаний в США, которые являются исключительно производителями и разработчиками ракетных двигателей — бывший конкурент Rocketdyne (поглотивший её в 2013 году), в основном осуществляет разработку ЖРД, в то время как «Эллайнт Тексистемс» (Alliant Techsystems, Orbital ATK) производит ТТРД.

Является единственной в США компанией, производящей одновременно жидкостные (ЖРД) и твердотопливные (ТТРД) ракетные двигатели, начиная от основных двигателей ракет-носителей космического и военного назначения до систем ориентации на орбите.

## Продукция
Компания разрабатывает и производит широкий диапазон реактивных двигателей, осуществляет разработки в области гиперзвуковых двигателей.
ТТРД боковых ускорителей ракет семейства «Атлас». 
Производит практически все двигатели военных ракет тактического назначения в США.